# Дуб Любов Василівна
Любов Василівна Дуб (* 29.11.1929, с. Клішківці, тепер Хотинського району Чернівецької області -+ 30.04.2009) — майстер художньої вишивки, заслужений майстер народної творчості України (1991).

## Біографія
З 1948 працювала ткалею Чернівецької текстильної фабрики художніх виробів. Захоплювалась вишиванням. Спочатком робила побутові речі: сорочки, блузки, серветки, доріжки. Згодом почала створювати авторські роботи: панно, картинки, килими, використовуючи призабуту техніку «набивання голкою» або «малюнок голкою». Створила сюжети тематичних полотен: «Буковинське весілля», «Трембітар», «Коні мої, коні», «Вільна Україна». Брала участь у персональних, обласних, всеукраїнськиї виставках, ярмарках, фестивалях. Роботи майстрині зберігаються у фондах Чернівецьких музеїв, в приватних колекціях та за кордоном.